# Christina Lindberg
Britt Christina Marinette Lindberg (Göteborg, 6 dicembre 1950) è un'attrice, giornalista e modella svedese.

## Filmografia parziale
- Rötmånad, regia di Jan Halldoff (1970)
- L'età della malizia (Maid in Sweden), regia di Dan Wolman (1971)
- Sex and Fury (Furyô anego den: Inoshika Ochô), regia di Norifumi Suzuki (1973)
- Thriller (Thriller - en grym film), regia di Bo Arne Vibenius (1974)